# Бајан-Улгиј
Бајан-Улгиј (монг. Баян-Өлгий аймаг) је једна од 21 провинције у Монголији. Налази се на крајњем западу земље на падинама планине Алтај.

## Географија
Површина провинције је 45.704 km², на којој живи 90.404 становника. Главни град је Улгиј. Бајан-Углиј је претежно планински предео са највиши врхом од 4.374 метара. Овуда протиче једна важнија река — Ховд. Постоје и једно веће језеро — Толбо Нур. Клима је оштра континентална, планинска, зими су температуре у распону од —30 °C до —35 °C, а лети до +35 °C. Провинција Бајан-Улгиј је основана 1940. године и састоји се од 14 округа.